# Primarias de gobernadores regionales del Frente Amplio de 2020

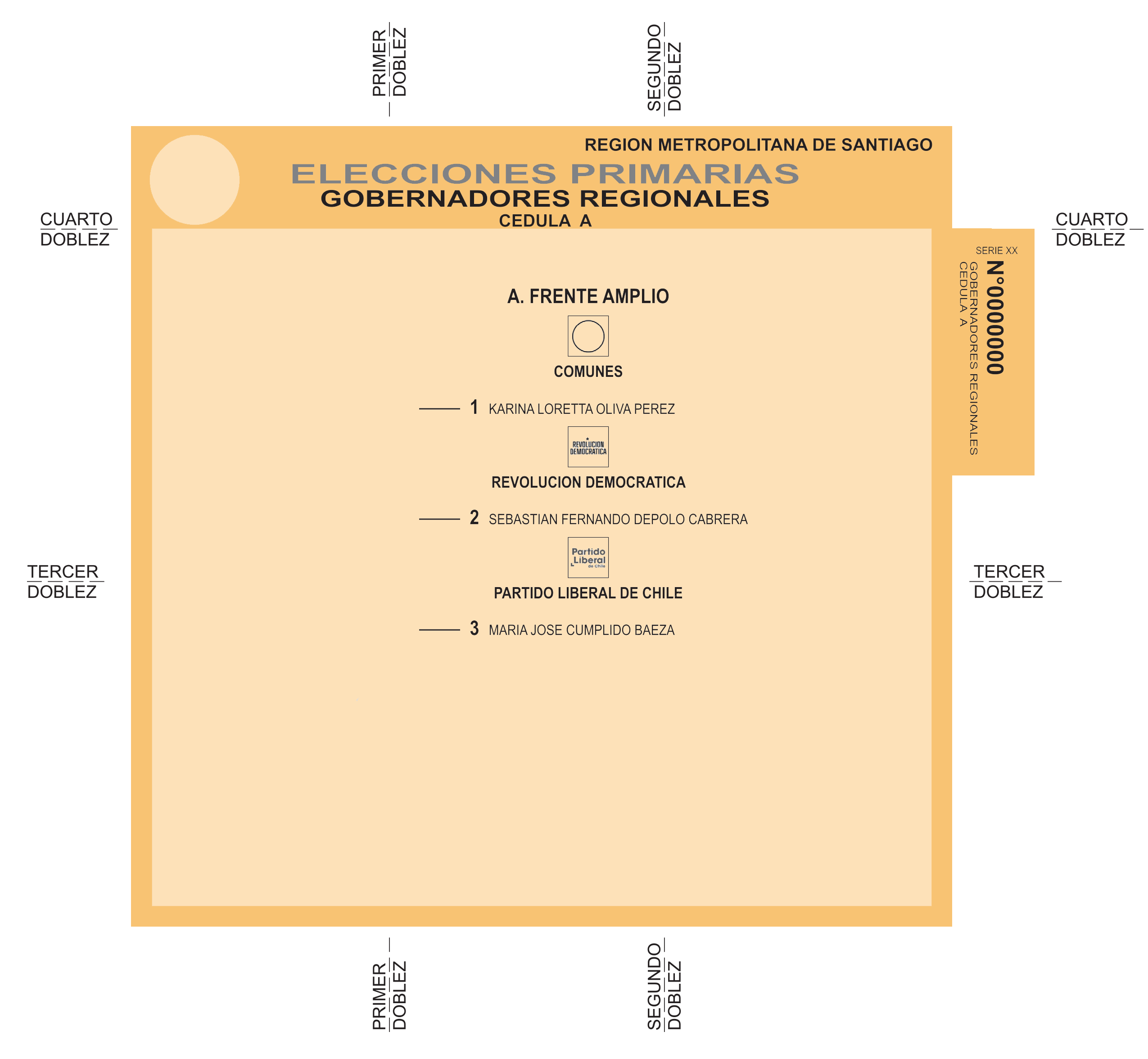
Cédula de votación utilizada en la primaria de gobernador en la Región Metropolitana, entregada exclusivamente a los militantes de partidos que conforman el Frente Amplio.

El 29 de noviembre de 2020 se llevaron a cabo elecciones primarias de gobernadores regionales realizadas por la coalición Frente Amplio, de manera simultánea con las primarias inscritas por los pactos Chile Vamos y Unidad Constituyente. 

## Candidaturas
El 30 de septiembre fueron inscritas las candidaturas a las primarias ante el Servicio Electoral de Chile (Servel). Se definió que las primarias de gobernadores regionales se realizarían en Tarapacá, Valparaíso, la Región Metropolitana y Los Lagos.
La lista de candidaturas a las primarias es la siguiente:
| Región        | Comunes              | CS               | PL                  | RD               | Independientes  |
| ------------- | -------------------- | ---------------- | ------------------- | ---------------- | --------------- |
| Tarapacá      | José Miguel Carvajal | —                | Roxana Vigueras     | —                | —               |
| Valparaíso    | —                    | Nataly Campusano | Juan Carlos García  | —                | Rodrigo Mundaca |
| Metropolitana | Karina Oliva         | —                | María José Cumplido | Sebastián Depolo | —               |
| Los Lagos     | Pamela Leal          | —                | —                   | Jaime Sáez       | —               |

El 3 de octubre se realizó el sorteo del orden de las listas en las papeletas de votación, obteniendo el Frente Amplio la letra A.
El 5 de octubre el Servel rechazó las 3 candidaturas a gobernadores regionales inscritas por el Partido Liberal, señalando que sus afiliaciones a la colectividad no cumplían con los plazos establecidos por la ley (al menos 3 meses antes del vencimiento del plazo para inscribir candidaturas, es decir el 30 de septiembre); ante esta situación el partido señaló que apelarían ante las instancias legales correspondientes, señalando errores en los registros del Servel.
El 14 de octubre, los Tribunales Electorales Regionales de Tarapacá y de la Región Metropolitana, y al día siguiente el Tribunal Electoral Regional de Valparaíso, acogieron las apelaciones del Partido Liberal, por lo que instruyeron al Servel que acepte las candidaturas de Roxana Vigueras en Tarapacá, María José Cumplido en la Región Metropolitana, y Juan Carlos García en Valparaíso.

## Resultados

### Resultados nacionales
| Partido                    | Votos  | Porcentaje | Candidatos | Nominados |
| -------------------------- | ------ | ---------- | ---------- | --------- |
| Independientes             | 18 147 | 26,69%     | 1          | 1         |
| Comunes                    | 16 739 | 24,62%     | 3          | 2         |
| Partido Liberal            | 12 630 | 18,58%     | 3          | 0         |
| Revolución Democrática     | 12 116 | 17,82%     | 2          | 1         |
| Convergencia Social        | 8358   | 12,29%     | 1          | 0         |
| Votos válidamente emitidos | 67 990 | 100,00%    | 10         | 4         |

### Región de Tarapacá
| Candidato                        | Partido | Votos | Porcentaje | Resultado |
| -------------------------------- | ------- | ----- | ---------- | --------- |
| ROXANA PATRICIA VIGUERAS CHERRES | PL      | 1009  | 31,17%     |           |
| JOSE MIGUEL CARVAJAL GALLARDO    | Comunes | 2228  | 68,83%     | *         |
| Votos válidamente emitidos       |         | 3237  | 100,00%    |           |

### Región de Valparaíso
| Lista/Pacto                            | Partido | Votos  | Porcentaje | Resultado |
| -------------------------------------- | ------- | ------ | ---------- | --------- |
| NATALY DEL CARMEN CAMPUSANO DIAZ       | CS      | 8358   | 29,44%     |           |
| JUAN CARLOS GARCIA PEREZ DE ARCE       | PL      | 1883   | 6,63%      |           |
| RODRIGO EDUARDO ALEXIS MUNDACA CABRERA | IND     | 18 147 | 63,92%     | *         |
| Votos válidamente emitidos             |         | 28 388 | 100,00%    |           |

### Región Metropolitana
| Candidato                         | Partido | Votos  | Porcentaje | Resultado |
| --------------------------------- | ------- | ------ | ---------- | --------- |
| KARINA LORETTA OLIVA PEREZ        | Comunes | 13 376 | 39,29%     | *         |
| SEBASTIAN FERNANDO DEPOLO CABRERA | RD      | 10 928 | 32,10%     |           |
| MARIA JOSE CUMPLIDO BAEZA         | PL      | 9738   | 28,61%     |           |
| Votos válidamente emitidos        |         | 34 042 | 100,00%    |           |

### Región de Los Lagos
| Candidato                  | Partido | Votos | Porcentaje | Resultado |
| -------------------------- | ------- | ----- | ---------- | --------- |
| PAMELA BEATRIZ LEAL GATICA | Comunes | 1135  | 48,86%     |           |
| Jaime Sáez Quiroz          | RD      | 1188  | 51,14%     | *         |
| Votos válidamente emitidos |         | 2323  | 100,00%    |           |